# William Cornwallis
William Mann Cornwallis (født 10. februar 1744, død 5. juli 1819) var en engelsk søofficer.
Cornwallis var som ganske ung med i søkrigene i de vestindiske farvande, deltog i slaget ved Grenada (1779) og hjemførte 1780 den sårede Nelson. Senere kæmpede han på ny med franskmændene og erobrede 1792 Pondicherry. I 1799 blev han admiral.